# Carretera de Nebraska 46
La Carretera de Nebraska 46, y abreviada NE 46 (en inglés: Nebraska Highway 46) es una carretera estatal estadounidense ubicada en el estado de Nebraska. La carretera inicia en el Sur desde la NE 89  oeste de Stamford hacia el Norte en la US 6  , US 34  norte de Oxford. La carretera tiene una longitud de 19,3 km (12 mi).

## Mantenimiento
Al igual que las autopistas interestatales, y las rutas federales y el resto de carreteras estatales, la Carretera de Nebraska 46 es administrada y mantenida por el Departamento de Carreteras de Nebraska por sus siglas en inglés NDOR.

## Cruces
La Carretera de Nebraska 46 es atravesada principalmente por la  US 136  en Oxford .